# حشره‌خوار نایوبی
 حشره‌خوار نایوبی (نام علمی: Crocidura niobe) نام یک گونه از سرده حشره‌خوارهای دندان‌سفید است.